# Brinkmann, Córdoba
Brinkmann är en ort i Argentina.   Den ligger i provinsen Córdoba, i den centrala delen av landet, 500 km nordväst om huvudstaden Buenos Aires. Brinkmann ligger 105 meter över havet och antalet invånare är 8 237.
Terrängen runt Brinkmann är mycket platt. Närmaste större samhälle är Morteros, 17,5 km norr om Brinkmann.